# Tyler Roberts
Tyler D'Whyte Roberts (Gloucester, Inglaterra, Reino Unido, 12 de enero de 1999) es un futbolista galés que juega de delantero en el Northampton Town F. C. de la League One de Inglaterra.
Es internacional absoluto con la selección de Gales.
Formado en la academia del West Bromwich Albion, debutó profesionalmente con el primer equipo de su club formador en mayo de 2016. Luego de pasar a préstamo en el Oxford United, Shrewsbury Town y el Walsall de la League One, fichó por el Leeds United en enero de 2018. Debutó con la selección de Gales en 2018, país que previamente representó en categorías inferiores.

## Trayectoria

### West Bromwich Albion
Entró a la academia del West Bromwich Albion a la edad de siete años. Firmó su primer contrato profesional con el club el 14 de enero de 2016, dos días después de su cumpleaños número 17, por dos años y medio. Debutó en la Premier League en la última jornada de la temporada 2015-16, en el empate 1-1 ante el Liverpool, entrando en el segundo tiempo en reemplazo de su compañero de academia Jonathan Leko.

#### Préstamo a Oxford United y Shrewsbury Town
Se fue a préstamo al Oxford United de la League One por seis meses el 28 de julio de 2016. Debutó en la primera jornada de la temporada 2016-17 en el empate 1-1 contra el Chesterfield. Anotó su primer gol para el club, y el primero en su carrera, en la victoria 4-2 sobre el Exeter City de la League Two, en la Copa de la Liga el 30 de agosto.
Antes de terminar su préstamo en Oxford, su entrenador Michael Appleton pidió al West Brom extender la cesión del jugador, sin embargo, el 17 de enero de 2017, Roberts se fue a préstamo al Shresbury Town de la League One por el resto de la temporada. Debutó por el club unos días después, en la victoria por la mínima al Oldham Athletic. Anotó su primer gol por el club, y su primer gol en la English Football League, el 4 de febrero en la victoria 2-1 ante el Bury. Sufrió una lesión en el tendón del muslo contra el Millwall el 4 de abril, que marcó el término de la temporada para el jugador galés. Terminó su paso en el club con cuatro goles y dos asistencias.

#### Préstamo al Walsall
El 25 de agosto de 2017, Roberts fue enviado a préstamo nuevamente, llegando al Walsall de la League One por toda la temporada. Al día siguiente anotó un gol y dio una asistencia en el empate 3-3 ante el Bradford City, remontando un 3-0 abajo. Anotó cinco goles en 17 encuentros con el Walsall, antes de ser llamado de vuelta por el West Brom al término de la temporada.

### Leeds United
Fichó por el Leeds United de la EFL Championship por 2,5 millones £ en enero de 2018.
Luego de estar fuera algunos meses por una lesión, debutó el 14 de agosto en la Copa de la Liga ante el Bolton Wanderers. Anotó su primer gol para el club en la victoria 3-0 sobre el Preston North End.

## Selección nacional
Aunque nació en Inglaterra, Roberts está habilitado para representar a Gales ya que sus abuelos son galeses.
En 2015 ganó el Victory Shield con la selección de Gales sub-16, derrotando en la final a Irlanda del Norte. Repitió el título el año siguiente.
En mayo de 2017 fue parte del equipo de Gales sub-20 que jugó el torneo esperanzas de Toulon de 2017, donde fueron eliminados en la fase de grupos. El 1 de septiembre debutó por la sub-21 de Gales y anotó el primer gol en la victoria 3-0 ante Suiza.
Recibió su primera llamada a la selección de Gales en agosto de 2018, para los encuentros contra Irlanda y Dinamarca de la Liga de Naciones de la UEFA, escuadra dirigida por Ryan Giggs. Debutó el 6 de septiembre, cuando entró en el segundo tiempo por Gareth Bale en la victoria por 4-1 contra Irlanda.

## Estadísticas

### Clubes
Actualizado al último partido disputado el 26 de abril de 2025.
| Club                                                                                              | Div.          | Temporada     | Liga  | Liga  | Copas nacionales(1) | Copas nacionales(1) | Copas internacionales | Copas internacionales | Total | Total |
| Club                                                                                              | Div.          | Temporada     | Part. | Goles | Part.               | Goles               | Part.                 | Goles                 | Part. | Goles |
| ------------------------------------------------------------------------------------------------- | ------------- | ------------- | ----- | ----- | ------------------- | ------------------- | --------------------- | --------------------- | ----- | ----- |
| West Bromwich Albion F. C. Inglaterra                                                             | 1.ª           | 2015-16       | 1     | 0     | 0                   | 0                   | —                     | —                     | 1     | 0     |
| West Bromwich Albion F. C. Inglaterra                                                             | Total club    | Total club    | 1     | 0     | 0                   | 0                   | 0                     | 0                     | 1     | 0     |
| Oxford United F. C. Inglaterra                                                                    | 3.ª           | 2016-17       | 14    | 0     | 8                   | 2                   | —                     | —                     | 22    | 2     |
| Oxford United F. C. Inglaterra                                                                    | Total club    | Total club    | 14    | 0     | 8                   | 2                   | 0                     | 0                     | 22    | 2     |
| Shrewsbury Town F. C. Inglaterra                                                                  | 3.ª           | 2016-17       | 13    | 4     | —                   | —                   | —                     | —                     | 13    | 4     |
| Shrewsbury Town F. C. Inglaterra                                                                  | Total club    | Total club    | 13    | 4     | 0                   | 0                   | 0                     | 0                     | 13    | 4     |
| Walsall F. C. Inglaterra                                                                          | 3.ª           | 2017-18       | 17    | 5     | 2                   | 0                   | —                     | —                     | 19    | 5     |
| Walsall F. C. Inglaterra                                                                          | Total club    | Total club    | 17    | 5     | 2                   | 0                   | 0                     | 0                     | 19    | 5     |
| Leeds United F. C. Inglaterra                                                                     | 2.ª           | 2018-19       | 28    | 3     | 3                   | 0                   | —                     | —                     | 31    | 3     |
| Leeds United F. C. Inglaterra                                                                     | 2.ª           | 2019-20       | 23    | 4     | 0                   | 0                   | —                     | —                     | 23    | 4     |
| Leeds United F. C. Inglaterra                                                                     | 1.ª           | 2020-21       | 27    | 1     | 1                   | 0                   | —                     | —                     | 28    | 1     |
| Leeds United F. C. Inglaterra                                                                     | 1.ª           | 2021-22       | 23    | 1     | 3                   | 0                   | —                     | —                     | 26    | 1     |
| Leeds United F. C. Inglaterra                                                                     | Total club    | Total club    | 101   | 9     | 7                   | 0                   | 0                     | 0                     | 108   | 9     |
| Queens Park Rangers F. C. Inglaterra                                                              | 2.ª           | 2022-23       | 18    | 3     | 2                   | 1                   | —                     | —                     | 20    | 4     |
| Queens Park Rangers F. C. Inglaterra                                                              | Total club    | Total club    | 18    | 3     | 2                   | 1                   | 0                     | 0                     | 20    | 4     |
| Birmingham City F. C. Inglaterra                                                                  | 2.ª           | 2023-24       | 17    | 0     | 2                   | 0                   | —                     | —                     | 19    | 0     |
| Birmingham City F. C. Inglaterra                                                                  | 3.ª           | 2024-25       | 0     | 0     | 2                   | 0                   | ―                     | ―                     | 2     | 0     |
| Birmingham City F. C. Inglaterra                                                                  | Total club    | Total club    | 17    | 0     | 4                   | 0                   | 0                     | 0                     | 21    | 0     |
| Northampton Town F. C. Inglaterra                                                                 | 3.ª           | 2024-25       | 27    | 1     | 2                   | 0                   | ―                     | ―                     | 29    | 1     |
| Northampton Town F. C. Inglaterra                                                                 | Total club    | Total club    | 27    | 1     | 2                   | 0                   | 0                     | 0                     | 29    | 1     |
| Total carrera                                                                                     | Total carrera | Total carrera | 208   | 22    | 25                  | 3                   | 0                     | 0                     | 233   | 25    |
| (1) Incluye datos de FA Cup (2016-17, 2017-18), Copa de la Liga (2016-17 y 2018-19) y EFL Trophy. |               |               |       |       |                     |                     |                       |                       |       |       |

### Selección nacional
| Sub-17 Gales                                                                                                 | 2015-2016     | - | - | - | - | - | - | 10 | 3 |
| Sub-17 Gales                                                                                                 | Total         | - | - | - | - | - | - | 10 | 3 |
| Sub-19 Gales                                                                                                 | 2015-         | - | - | - | - | - | - | 2  | 0 |
| Sub-19 Gales                                                                                                 | Total         | - | - | - | - | - | - | 2  | 0 |
| Sub-20 Gales                                                                                                 | 2017-         | - | - | - | - | - | - | 2  | 0 |
| Sub-20 Gales                                                                                                 | Total         | - | - | - | - | - | - | 2  | 0 |
| Sub-21 Gales                                                                                                 | 2017-         | - | - | - | - | - | - | 5  | 0 |
| Sub-21 Gales                                                                                                 | Total         | - | - | - | - | - | - | 5  | 1 |
| Absoluta Gales                                                                                               | 2018          | - | - | 4 | 0 | - | - | 4  | 0 |
| Absoluta Gales                                                                                               | 2019          | 1 | 0 | 2 | 0 | - | - | 3  | 0 |
| Absoluta Gales                                                                                               | Total         | 1 | 0 | 6 | 0 | 0 | 0 | 7  | 0 |
| Total carrera                                                                                                | Total carrera | 1 | 0 | 6 | 0 | 0 | 0 | 26 | 4 |
| (1) Incluye los partidos de la Liga de Naciones de la UEFA (2018-19) y clasificación para la Eurocopa (2020) |               |   |   |   |   |   |   |    |   |

## Palmarés

### Títulos internacionales
| Título         | Club                      | País        | Año  |
| -------------- | ------------------------- | ----------- | ---- |
| Victory Shield | selección de Gales sub-16 | Reino Unido | 2015 |
| Victory Shield | selección de Gales sub-16 | Reino Unido | 2016 |